# Geisli
Geisli (del nòrdic antic, raig de llum) és el més antic dràpa nòrdic conegut (poema d'estrofes llargues) de contingut cristià. Va ser escrit per Einarr Skúlason, poeta islandès del segle xii, per honrar a Olaf II el Sant.

Geisli va iniciar un canvi estilístic en la poesia escàldica, influït pel cristianisme i l'aprenentatge europeu. Einarr Skúlason també era un sacerdot i escald, i la seva obra mostra que va estar familiaritzat tant amb les tradicions de la litúrgia llatina i l'hagiografia com amb les convencions de la poesia nòrdica. Geisli és la font primària per als estudiosos moderns sobre hagiografia en nòrdic antic i la història de la cristianització d'Islàndia i Noruega. Es va recitar per primera vegada a l'estiu de 1153, poc després de l'establiment de Nidaros (Trondheim) com a seu episcopal de Noruega. La motivació va ser d'una banda religiosa, en emfatitzar al rei Olaf com a figura de l'orgull nacional i independència de l'església noruega i d'altra banda, també política, per aconseguir la canonització del difunt rei i el reconeixement papal de la seva santedat.
L'obra s'ha conservat en dos manuscrits, Bergsbók i el compendi medieval Flateyjarbók.